# 18e étape du Tour de France 1999
Pour un article plus général, voir Tour de France 1999.
La 18e étape du Tour de France 1999 s'est déroulée le vendredi 23 juillet 1999. Elle part de Jonzac et arrive au Futuroscope.

## La course
Cette étape de 187 km était encore une fois destiné à une échappée. Vers le 30e kilomètre, à proximité de Cognac, Mengin, Bessy, Bramati, Sivakov et Wuyts s'échappent. Frédéric Bessy insiste seul entre le 110e et le 120e kilomètre, mais il se fait rattraper par un groupe de 12 coureurs qui comprend le champion de France François Simon, Jean-Cyril Robin, Stefano Garzelli, Alexandre Vinokourov, Jorg Jaksche, Gianpaolo Mondini, Thierry Bourguignon, Elio Aggiano, Claude Lamour, Mariano Piccoli, Vicente Garcia-Acosta et César Solaun. C'est alors que les Once décident de rouler pour le classement par équipes, mais ils renoncent à 4 km du but. C'est à ce moment que Mondini attaque. Simon essaie de le rejoindre, mais il ne se contentera que d'une 6e place. Mondini, 1,91m pour 80 kg, s'impose avec 3 secondes d'avance sur le groupe, devant Jean-Cyril Robin, lequel ne permettra pas à la France de remporter au moins une étape sur le Tour. Quant à Vinokourov, il terminera 3e.

## Classement de l'étape
| \| Classement de l'étape \| Classement de l'étape \| Classement de l'étape \| Classement de l'étape \| Classement de l'étape \| \| Coureur \| Coureur \| Pays \| Équipe \| Temps \| \| --------------------- \| --------------------- \| --------------------- \| -------------------------------- \| --------------------- \| \| 1er \| Gianpaolo Mondini \| Italie \| Cantina Tollo-Alexia Alluminio \| 4 h 17 min 43 s \| \| 2e \| Jean-Cyril Robin \| France \| La Française des jeux \| + 3 s \| \| 3e \| Alexandre Vinokourov \| Kazakhstan \| Casino \| + 3 s \| \| 4e \| Mariano Piccoli \| Italie \| Lampre-Daikin \| + 3 s \| \| 5e \| Claude Lamour \| France \| Cofidis-Le Crédit par Téléphone \| + 3 s \| \| 6e \| François Simon \| France \| Crédit Agricole \| + 3 s \| \| 7e \| Stefano Garzelli \| Italie \| Mercatone Uno-Bianchi \| + 3 s \| \| 8e \| Jörg Jaksche \| Allemagne \| Deutsche Telekom \| + 3 s \| \| 9e \| Elio Aggiano \| Italie \| Vitalicio Seguros-Grupo Generali \| + 3 s \| \| 10e \| Thierry Bourguignon \| France \| BigMat-Auber 93 \| + 3 s \| |                      |            |                                  |                 |
| |                      |            |                                  |                 |
| |                      |            |                                  |                 |
| Classement de l'étape |                      |            |                                  |                 |
| Coureur | Coureur              | Pays       | Équipe                           | Temps           |
| 1er | Gianpaolo Mondini    | Italie     | Cantina Tollo-Alexia Alluminio   | 4 h 17 min 43 s |
| 2e | Jean-Cyril Robin     | France     | La Française des jeux            | + 3 s           |
| 3e | Alexandre Vinokourov | Kazakhstan | Casino                           | + 3 s           |
| 4e | Mariano Piccoli      | Italie     | Lampre-Daikin                    | + 3 s           |
| 5e | Claude Lamour        | France     | Cofidis-Le Crédit par Téléphone  | + 3 s           |
| 6e | François Simon       | France     | Crédit Agricole                  | + 3 s           |
| 7e | Stefano Garzelli     | Italie     | Mercatone Uno-Bianchi            | + 3 s           |
| 8e | Jörg Jaksche         | Allemagne  | Deutsche Telekom                 | + 3 s           |
| 9e | Elio Aggiano         | Italie     | Vitalicio Seguros-Grupo Generali | + 3 s           |
| 10e | Thierry Bourguignon  | France     | BigMat-Auber 93                  | + 3 s           |

## Classement général
Après cette étape dont la victoire s'est disputée au sein d'un groupe où personne n'était dangereux pour le classement général, l'Américain Lance Armstrong (US Postal Service) conserve son maillot jaune. Le leader du classement général devance toujours l'Espagnol Fernando Escartin (Kelme-Costa Blanca) et le Suisse Alex Zülle (Banesto).
| \| Classement général \| Classement général \| Classement général \| Classement général \| Classement général \| \| Coureur \| Coureur \| Pays \| Équipe \| Temps \| \| ------------------ \| ------------------ \| ------------------ \| -------------------------------- \| ------------------ \| \| 1er \| Lance Armstrong \| États-Unis \| US Postal Service \| DQ \| \| 2e \| Fernando Escartín \| Espagne \| Kelme-Costa Blanca \| + 6 min 15 s \| \| 3e \| Alex Zülle \| Suisse \| Banesto \| + 7 min 28 s \| \| 4e \| Laurent Dufaux \| Suisse \| Saeco-Cannondale \| + 10 min 30 s \| \| 5e \| Richard Virenque \| France \| Polti \| + 11 min 40 s \| \| 6e \| Daniele Nardello \| Italie \| Mapei-Quick Step \| + 13 min 19 s \| \| 7e \| Ángel Casero \| Espagne \| Vitalicio Seguros-Grupo Generali \| + 13 min 34 s \| \| 8e \| Abraham Olano \| Espagne \| ONCE-Deutsche Bank \| + 14 min 29 s \| \| 9e \| Wladimir Belli \| Italie \| Festina-Lotus \| + 15 min 14 s \| \| 10e \| Kurt Van de Wouwer \| Belgique \| Lotto-Mobistar \| + 18 min 27 s \| |                    |            |                                  |               |
| |                    |            |                                  |               |
| |                    |            |                                  |               |
| Classement général |                    |            |                                  |               |
| Coureur | Coureur            | Pays       | Équipe                           | Temps         |
| 1er | Lance Armstrong    | États-Unis | US Postal Service                | DQ            |
| 2e | Fernando Escartín  | Espagne    | Kelme-Costa Blanca               | + 6 min 15 s  |
| 3e | Alex Zülle         | Suisse     | Banesto                          | + 7 min 28 s  |
| 4e | Laurent Dufaux     | Suisse     | Saeco-Cannondale                 | + 10 min 30 s |
| 5e | Richard Virenque   | France     | Polti                            | + 11 min 40 s |
| 6e | Daniele Nardello   | Italie     | Mapei-Quick Step                 | + 13 min 19 s |
| 7e | Ángel Casero       | Espagne    | Vitalicio Seguros-Grupo Generali | + 13 min 34 s |
| 8e | Abraham Olano      | Espagne    | ONCE-Deutsche Bank               | + 14 min 29 s |
| 9e | Wladimir Belli     | Italie     | Festina-Lotus                    | + 15 min 14 s |
| 10e | Kurt Van de Wouwer | Belgique   | Lotto-Mobistar                   | + 18 min 27 s |

## Classements annexes
| Classement par points | Classement par points | Classement par points | Classement par points | Classement par points |
| Coureur               | Coureur               | Pays                  | Équipe                | Points                |
| --------------------- | --------------------- | --------------------- | --------------------- | --------------------- |
| 1er                   | Erik Zabel            | Allemagne             | Deutsche Telekom      | 293 pts               |
| 2e                    | Stuart O'Grady        | Australie             | Crédit Agricole       | 250 pts               |
| 3e                    | Christophe Capelle    | France                | BigMat-Auber 93       | 183 pts               |
| 4e                    | François Simon        | France                | Crédit Agricole       | 176 pts               |
| 5e                    | Tom Steels            | Belgique              | Mapei-Quick Step      | 170 pts               |

| Classement par points | Classement par points | Classement par points | Classement par points | Classement par points |
| Coureur               | Coureur               | Pays                  | Équipe                | Points                |
| --------------------- | --------------------- | --------------------- | --------------------- | --------------------- |
| 1er                   | Erik Zabel            | Allemagne             | Deutsche Telekom      | 293 pts               |
| 2e                    | Stuart O'Grady        | Australie             | Crédit Agricole       | 250 pts               |
| 3e                    | Christophe Capelle    | France                | BigMat-Auber 93       | 183 pts               |
| 4e                    | François Simon        | France                | Crédit Agricole       | 176 pts               |
| 5e                    | Tom Steels            | Belgique              | Mapei-Quick Step      | 170 pts               |

| Classement de la montagne | Classement de la montagne | Classement de la montagne | Classement de la montagne | Classement de la montagne |
| Coureur                   | Coureur                   | Pays                      | Équipe                    | Points                    |
| ------------------------- | ------------------------- | ------------------------- | ------------------------- | ------------------------- |
| 1er                       | Richard Virenque          | France                    | Polti                     | 273 pts                   |
| 2e                        | Alberto Elli              | Italie                    | Deutsche Telekom          | 226 pts                   |
| 3e                        | Mariano Piccoli           | Italie                    | Lampre-Daikin             | 204 pts                   |
| 4e                        | Fernando Escartín         | Espagne                   | Kelme-Costa Blanca        | 194 pts                   |
| 5e                        | Lance Armstrong           | États-Unis                | US Postal Service         | DQ                        |

| Classement de la montagne | Classement de la montagne | Classement de la montagne | Classement de la montagne | Classement de la montagne |
| Coureur                   | Coureur                   | Pays                      | Équipe                    | Points                    |
| ------------------------- | ------------------------- | ------------------------- | ------------------------- | ------------------------- |
| 1er                       | Richard Virenque          | France                    | Polti                     | 273 pts                   |
| 2e                        | Alberto Elli              | Italie                    | Deutsche Telekom          | 226 pts                   |
| 3e                        | Mariano Piccoli           | Italie                    | Lampre-Daikin             | 204 pts                   |
| 4e                        | Fernando Escartín         | Espagne                   | Kelme-Costa Blanca        | 194 pts                   |
| 5e                        | Lance Armstrong           | États-Unis                | US Postal Service         | DQ                        |

| Classement du meilleur jeune | Classement du meilleur jeune | Classement du meilleur jeune | Classement du meilleur jeune     | Classement du meilleur jeune |
| Coureur                      | Coureur                      | Pays                         | Équipe                           | Temps                        |
| ---------------------------- | ---------------------------- | ---------------------------- | -------------------------------- | ---------------------------- |
| 1er                          | Benoît Salmon                | France                       | Casino                           | 101 h 02 min 35 s            |
| 2e                           | Mario Aerts                  | Belgique                     | Lotto-Mobistar                   | + 9 min 33 s                 |
| 3e                           | Francisco Tomás García       | Espagne                      | Vitalicio Seguros-Grupo Generali | + 15 min 51 s                |
| 4e                           | Francisco Mancebo            | Espagne                      | Banesto                          | + 22 min 01 s                |
| 5e                           | Luis Pérez Rodríguez         | Espagne                      | ONCE-Deutsche Bank               | + 25 min 37 s                |

| Classement du meilleur jeune | Classement du meilleur jeune | Classement du meilleur jeune | Classement du meilleur jeune     | Classement du meilleur jeune |
| Coureur                      | Coureur                      | Pays                         | Équipe                           | Temps                        |
| ---------------------------- | ---------------------------- | ---------------------------- | -------------------------------- | ---------------------------- |
| 1er                          | Benoît Salmon                | France                       | Casino                           | 101 h 02 min 35 s            |
| 2e                           | Mario Aerts                  | Belgique                     | Lotto-Mobistar                   | + 9 min 33 s                 |
| 3e                           | Francisco Tomás García       | Espagne                      | Vitalicio Seguros-Grupo Generali | + 15 min 51 s                |
| 4e                           | Francisco Mancebo            | Espagne                      | Banesto                          | + 22 min 01 s                |
| 5e                           | Luis Pérez Rodríguez         | Espagne                      | ONCE-Deutsche Bank               | + 25 min 37 s                |

| Classement par équipes | Classement par équipes | Classement par équipes | Classement par équipes |
| Équipe                 | Équipe                 | Pays                   | Temps                  |
| ---------------------- | ---------------------- | ---------------------- | ---------------------- |
| 1re                    | Banesto                | Espagne                | 110 h 35 min 27 s      |
| 2e                     | ONCE-Deutsche Bank     | Espagne                | + 12 min 07 s          |
| 3e                     | Festina-Lotus          | France                 | + 18 min 57 s          |
| 4e                     | Mapei-Quick Step       | Belgique               | + 19 min 11 s          |
| 5e                     | Kelme-Costa Blanca     | Espagne                | + 19 min 40 s          |

| Classement par équipes | Classement par équipes | Classement par équipes | Classement par équipes |
| Équipe                 | Équipe                 | Pays                   | Temps                  |
| ---------------------- | ---------------------- | ---------------------- | ---------------------- |
| 1re                    | Banesto                | Espagne                | 110 h 35 min 27 s      |
| 2e                     | ONCE-Deutsche Bank     | Espagne                | + 12 min 07 s          |
| 3e                     | Festina-Lotus          | France                 | + 18 min 57 s          |
| 4e                     | Mapei-Quick Step       | Belgique               | + 19 min 11 s          |
| 5e                     | Kelme-Costa Blanca     | Espagne                | + 19 min 40 s          |